# Pieczone ziemniaki

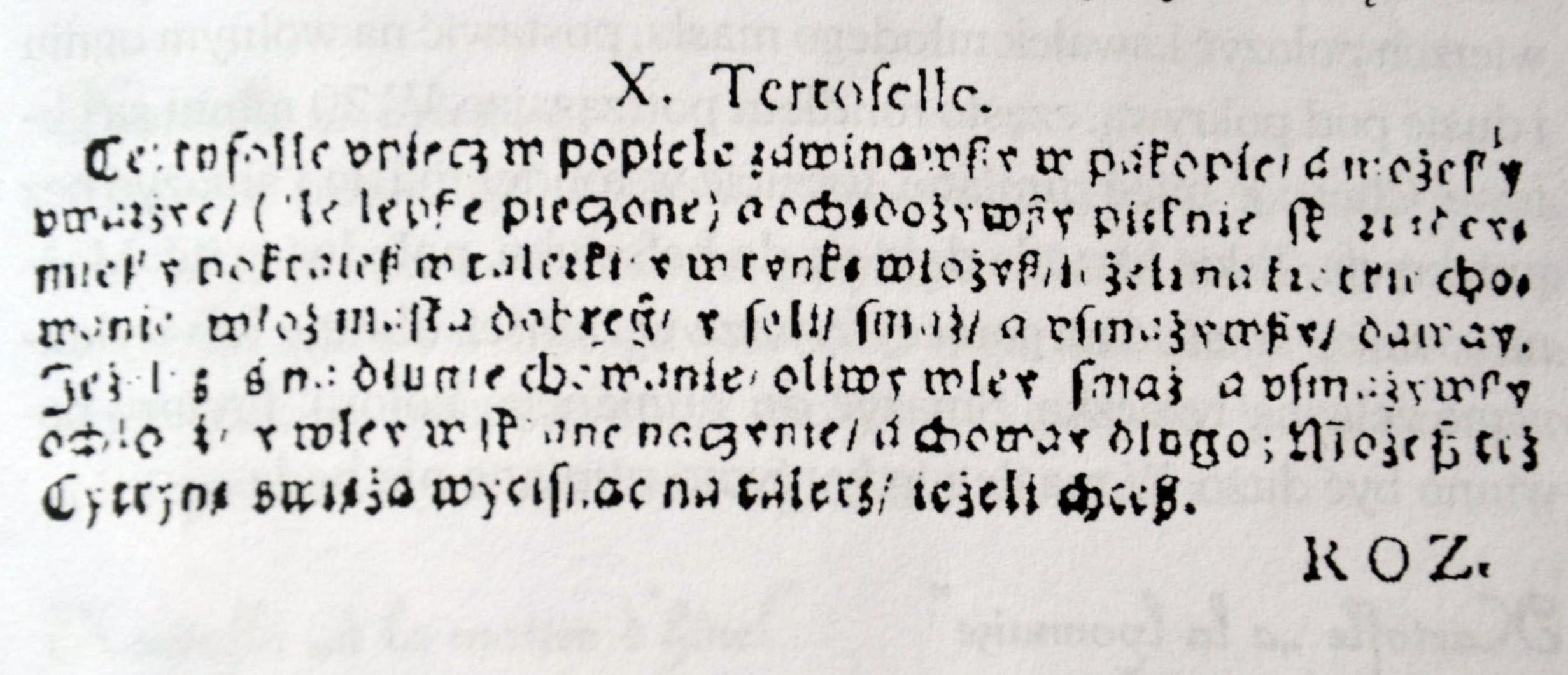
Compendium ferculorum Stanisława Czernieckiego, potrawy z pieczonych i smażonych „tertofelli”, 1682

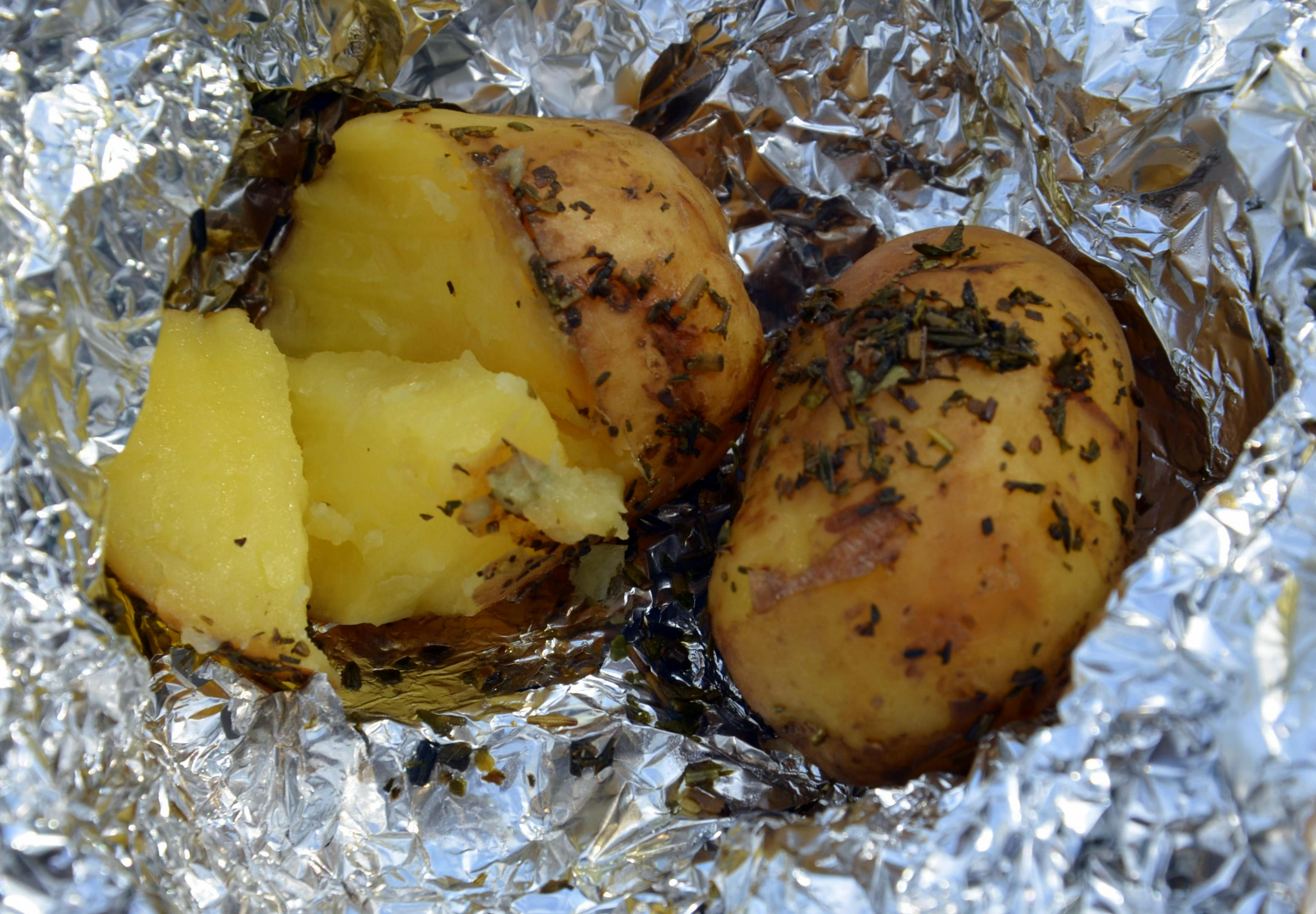
Kartofle z ogniska, pieczone w folii z dodatkiem przypraw

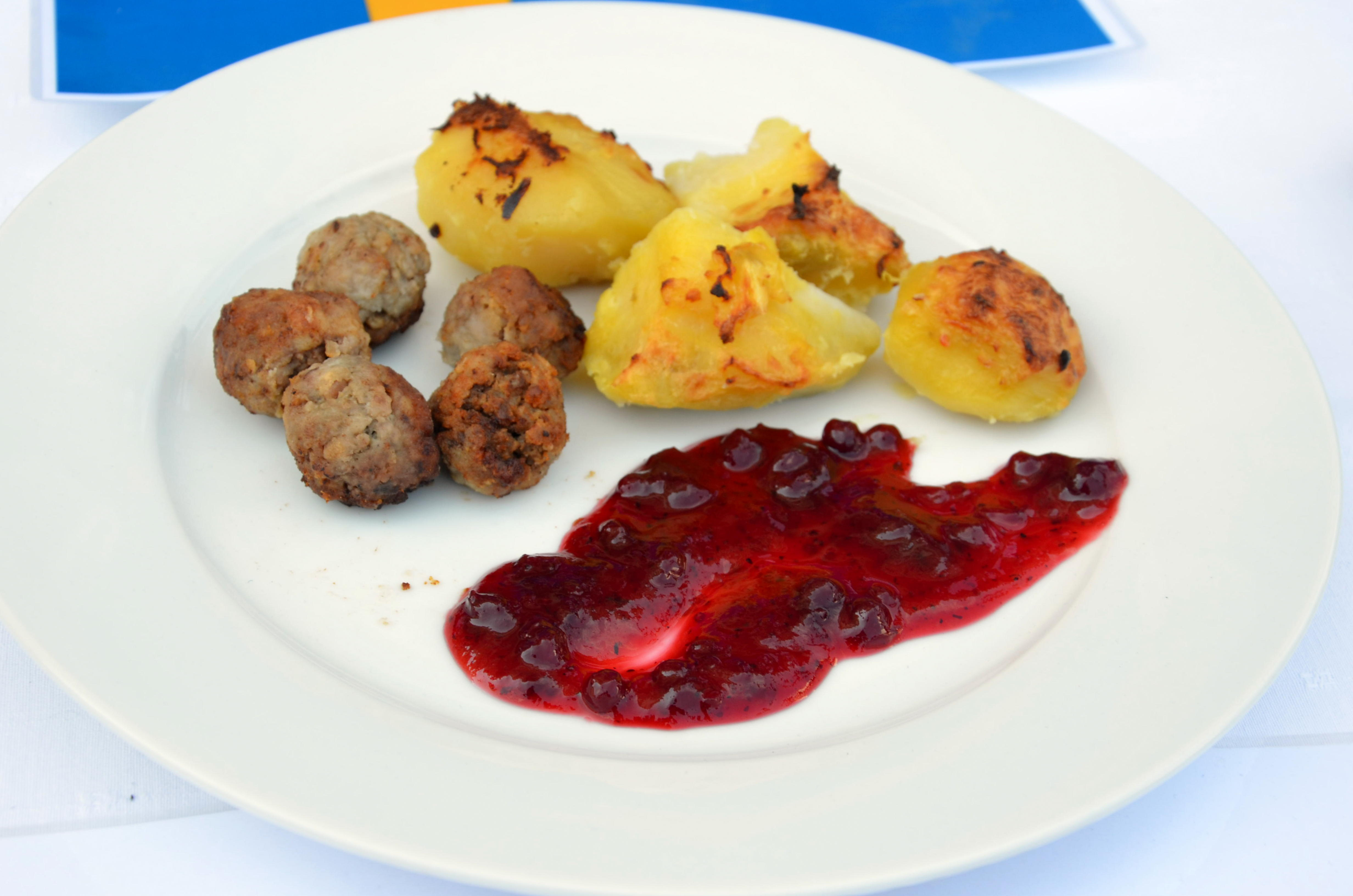
Szwedzka kuchnia po galicyjsku z pieczonymi ziemniakami

Pieczone ziemniaki − prosta potrawa ziemniaczana, popularna w całej Europie Środkowej. Przygotowywana jest poprzez ugotowanie i upieczenie mączystych ziemniaków. 
Potrawa spisana została w najstarszej polskiej książce kucharskiej – Compendium ferculorum (1682) Stanisława Czernieckiego. Kucharz księcia Lubomirskiego polecał pieczenie „tertofelli” w popiele owiniętych w papier z dodatkiem oliwy i wyciśniętym, świeżym sokiem z cytryny. Pieczone kartofle wymienia również Jan Milikowski w wydanej przez siebie książce Potrawy z kartofli (1842)  oraz Lucyna Ćwierczakiewiczowa w swojej książce kucharskiej 365 obiadów (1860). 
Lucyna Ćwierczakiewiczowa przepis na pieczenie zaczyna od obrania ziemniaków, posolenia i obsypania mąką żytnią a następnie ułożenia na blasze, na końcu włożenia do gorącego piekarnika. Uformowana przez mąkę i sól chrupiąca skórka nadawać będzie smak ziemniakom. Danie podawane być powinno na gorąco ze świeżym masłem.
Według wspomnianego wyżej Stanisława Czernieckiego pieczone ziemniaki miały być smaczniejsze od tych smażonych.

## Literatura
- Andrzej Fiedoruk. Ziemniak na różne sposoby. 2005